# Česko-polské fórum
Česko-polské fórum (pol. Polsko-czeskie Forum) je bilaterální nástroj veřejné diplomacie na posílení polsko-české spolupráce.  

## Historie
Fórum bylo vytvořeno na základě memoranda podepsaného v roce 2008 v Praze ministry zahraničí Radosławem Sikorskim a Karlem Schwarzenbergem. Ministři se zavázali vyčlenit 200 tisíc eur ročně na iniciativy na podporu česko-polských vztahů. Program získal první granty v roce 2009. 
Každý rok ministři zahraničních věcí vyhlašují soutěž, ve kterém nevládní organizace, sdružení, nadace, univerzity, výzkumné ústavy a ostatní subjekty, které nepracují pro zisk, ve spolupráci s partnerskými institucemi z druhého státu se mohou ucházet o financování iniciativ a projektů zaměřených stimulovat další rozvoj a prohloubení česko-polských vztahů. 
Podobnou soutěž vyhlašuje každý rok Ministerstvo zahraničních věcí Polské republiky. Obě strany mohou v rámci Fóra vynaložit na grantový projektový ekvivalent 100 tisíc eur.
Česká republika provozuje Programovou radu Česko-polského fóra, jmenovanou českým ministrem zahraničí. Jejím předsedou byl prof. Josef Jařab. Obě rady se jednou ročně scházejí na společném zasedání.
Fórum se odkazuje na dlouhou tradici česko-polské spolupráce, především založené v roce 1981 společností „polsko-česko-slovenské solidarity”, a interakci nezávislých opozičních skupin působících před rokem 1989 v Československu a Polsku. 